# Patrick Duffy (brytyjski polityk)
Patrick Duffy, właśc. sir. Albert Edward Patrick Duffy (ur. 17 czerwca 1920 w Wigan) – brytyjski polityk Partii Pracy, deputowany Izby Gmin.

## Działalność polityczna
W okresie od 21 marca 1963 do 31 marca 1966 reprezentował okręg wyborczy Colne Valley, a od 18 czerwca 1970 do 9 kwietnia 1992 reprezentował okręg wyborczy Sheffield Attercliffe w brytyjskiej Izbie Gmin.